# Кэлин, Уильям
Уильям Кэлин-младший (англ. William «Bill» George Kaelin Jr. — Ке́йлин; род. 23 ноября 1957, Джамейка, Куинс, Нью-Йорк) — американский учёный-медик, онколог, нобелиат.
Профессор гарвардского Dana–Farber Cancer Institute, член Национальных Академии наук (2010) и Медицинской академии США, а также Американского философского общества (2024). Лауреат Нобелевской премии по физиологии и медицине (2019).

## Биография
Родился в Нью-Йорке в семье налогового адвоката Уильяма Кейлина-старшего (1929—2011), выпускника Университета Дьюка, и Нэнси Кейлин (урождённой Хорн, 1932—2003). Окончил университет Дьюка и там же получил степень доктора медицины, прошёл терапевтическую подготовку в госпитале Джонса Хопкинса.
С 1998 года исследователь Медицинского института Говарда Хьюза.
Член American Society for Clinical Investigation и Академии Американской ассоциации исследований рака (2014).
Член редколлегии Molecular and Cellular Biology и др.
Лауреат Нобелевской премии по физиологии и медицине 2019 года, совместно с Питером Дж. Рэтклиффом и Греггом Л. Семенза, «за их открытия того, как клетки чувствуют и адаптируются к доступности кислорода».

## Награды
- Paul Marks Prize for Cancer Research[англ.] (2001, в числе первых удостоенных)[11]
- Международная премия Гайрднера, Канада (2010)[12]
- Alfred Knudson Award in Cancer Genetics, NCI (2011)
- Stanley J. Korsmeyer Award[англ.], ASCI (2012)
- Grand Prix scientifique de la Fondation Lefoulon-Delalande[англ.], Институт Франции (2012)
- Премия Уайли одноимённого фонда (2014)
- Steven C. Beering Award (2014)
- Science of Oncology Award, Американское общество клинической онкологии (ASCO) (2016)
- Princess Takamatsu Award[англ.], AACR (2016)
- Премия Альберта Ласкера за фундаментальные медицинские исследования (Ласкеровская премия) (2016, совместно с П. Рэтклиффом и Г. Семенза)[13]
- Премия Мэссри (2018)
- Нобелевская премия по физиологии или медицине (2019, совместно с П. Рэтклиффом и Г. Семенза)